# Sextilla
La sextilla es una estrofa de 6 versos de arte menor y rima consonante, flexible y muy usada en sus distintas variantes (sextilla aguda, sextilla de pie quebrado, sextilla alterna, sextilla hernandiana, de Hernández o gauchesca, sextilla correlativa, sextilla paralela, sextilla unamuniana, sexta torrada o sarda). No tiene un esquema fijo, pero deben cumplirse las siguientes condiciones: 
1. No pueden rimar más de dos versos seguidos
2. Los dos últimos versos no pueden formar pareado
3. No puede quedar ningún verso suelto

Por lo general, se divide en dos secciones de tres versos con significado completo. Aparece en el siglo XIV, pero se usa sobre todo en la lírica cancioneril del siglo XV y en el romanticismo y modernismo y posmodernismo del XIX y el XX. Existen muy distintos tipos. Por ejemplo, la sextilla aguda, utilizada, aunque no exclusivamente, en arias de ópera o zarzuela por autores del XIX. Un ejemplo es este de José de Espronceda en su Diablo mundo, en la que deben ser agudos los versos tres y seis:
Yo haré dudar del cariño
que muestra al tímido niño
el corazón maternal;
y haré vislumbre al través
del amor el interés
como su vil manantial
El Martín Fierro, poema narrativo épico del romántico argentino José Hernández también está escrito mediante una variedad de sextillas de esquema: -8,a8,a8,b8,b8,a8, en las que el primer octosílabo queda siempre suelto, esto es, sin rima. A causa de su autor es conocida como sextilla hernandiana:
Aquí me pongo a cantar
al compás de la vihuela,
que al hombre que lo desvela
una pena extraordinaria,
como el ave solitaria
con el cantar se consuela.
Una sextilla de pie quebrado, también llamada sextilla manriqueña o copla manriqueña a causa de haber sido creada por el poeta castellano Gómez Manrique y empleada también por su sobrino Jorge Manrique, es una estrofa de 6 versos de arte menor, de rima consonante, compuesta de seis versos octosílabos o de ocho sílabas el primero, segundo, cuarto y quinto; y tetrasílabos o de cuatro sílabas el tercero y el sexto final. Pues cada dos versos hay un pie quebrado (un verso con la mitad de sílabas de los otros). Su estructura sería "8a,8b,4c;8a,8b,4c".
Partimos cuando nacemos, 8a
andamos mientras vivimos, 8b
y llegamos 4c
al tiempo que fenecemos, 8a
así que cuando morimos, 8b
descansamos. 4c
(Jorge Manrique)
Se debe saber que, cuando un octosílabo tiene su última sílaba que acaba en vocal y sigue un pentasílabo que empieza también por vocal, puede hacerse y se hace sinalefa por la ley métrica de la sinafía, aunque aparezca como pentasílabo en el cómputo métrico, y se descuenta una sílaba al pentasílabo: "¡Por cuantos vías y modos / se pierde su gran alteza / en esta vida!". Por otra ley métrica, la de compensación, si la última sílaba de un octosílabo es aguda y sigue un pentasílabo, el octosílabo cuenta como propia la sílaba primera del pentasílabo para que se forme el tetrasílabo:
En la bondad, un Trajano,
Tito en liberalidad
con alegría;
en su braço, un Archidano,
Marco Tulio en la verdad
que prometía
(Jorge Manrique)
Don Miguel de Unamuno introdujo una variante a la sextilla de pie quebrado, cuya disposición es: a8,a4,b8,c8,c4,b8:
Mansos, suaves ojos míos,
tersos ríos
rebosantes de quietud;
a beber vuestra mirada
sosegada
llegue mi alma a plenitud.
La sextilla correlativa posee tres rimas y sigue el patrón abcabc.
La sextilla alterna posee dos rimas alternadas: ababab.
La sextilla paralela puede ser de dos o tres rimas: aab aab, aab ccb, abb ccb.

## Tipos
- Sextilla alterna
- Sextilla correlativa
- Sextilla paralela
- Sextilla de pie quebrado

- Datos: Q6126532